# 오승민
오승민(吳承玟, 2004년 7월 6일 ~ )은 대한민국의 바둑 기사이다.

## 약력
경기도 성남에서 태어났지만 2살 때 아버지 고향인 경주로 이사하여 나원초등학교와 월성중학교를 다녔고, 순천의 한국바둑고등학교에 입학하여 김원빈 사범의 바둑 지도를 받았다. 2018년 제14회 경북일보사장배 경상북도학생바둑대회 최강부에서 우승을 차지했고, 이듬해 2019년 제10회 지역영재입단대회에 출전하여 입단결정국까지 진출했지만 김영광에게 패해 프로 바둑 입단 기회를 놓쳤다. 2021년 제21기 지역연구생 입단대회에서 염지웅을 꺽고 입단했다. 2022년에 2단으로 승단했다. 2024년에 명지대학교 바둑학과에 진학했다.